# 차이나 언센서드
차이나 언센서드(영어: China Uncensored, 중국어: 中国解密)는 뉴스 프로그램 온라인 풍자 중국의 검열, 중국의 티베트 위구르인 탄압등 정치적으로 민감한 문제에 초점을 맞추고 중국의 진실을 폭로하는 채널이다. 이 채널의 해설자는 크리스채플이다. 뉴욕에 기반을 둔 New Tang Dynasty Television에서 제작한 중국 무수정 프로그램은 중국 본토에서 금지된 새로운 종교 운동인 파룬궁과 제휴하고 있다.
2017년 4월 애플 TV는 법적 문제로 인해 중국의 차이나 언센서드 프로그램을 일시적으로 차단하고 홍콩과 대만의 방송도 차단했다.

## MC

### Chris Chappell
Chappell은 미국 캘리포니아 주 로스 앤젤레스 출신이다. 그는 The Daily Dot에 그가 아플 때 19 살에 중국에 관심을 갖게 되었고 친구가 그를 기공에 소개했다고 말했다. 그는 자신을 치료하는 데 도움 이 된 것이 기공 수련 이라고 말했다. Chappell은 그 후 중국 역사와 중국 무술에 대한 자체 연구를 했다. 그는 또한 쿵후의 대가로부터 중국 무술 훈련을 받았다. Chappell은 "공평한 뉴스 기자가 되어야 하는 객관성 부족에 지쳤기"때문에 중국을 보도하면서 차이나 언센서드 을 만들었다고 말했다.
2017년 10월부터 Chappell은 America Uncovered YouTube 채널을 설립했다. 2018년 4월, 그는 Matt Gnaizda와 Shelley Zhang과 함께 팟 캐스트 인 작성되지 않은 China Unscripted 프로그램의 공동 진행자로 데뷔했다.

## 방송 정보
| 방송 언어 | 방송 국가 | 방송 시작 시간 | 방송 시간        | 방송 플랫폼 | 방송 채널                   |
| --------- | --------- | -------------- | ---------------- | ----------- | --------------------------- |
| 영어      | USA       | 2012년 9월     | 2 일 1 회        | 유튜브      | China Uncensored            |
| 베트남어  | VNM       | 2013년 10월    | 2 일 1 회        | 유튜브      | Trung Quốc không kiểm duyệt |
| 중국어    | CHN       | 2014년 3월     | 일시 중지        | 유튜브      | 中国解密 China Uncensored   |
| 한국어    | KOR       | 2016년 2월     | 7 일 (1 주) 1 회 | 유튜브      | 차이나 언센서드             |